# Henri de Huntingdon
Ne doit pas être confondu avec Henri d'Écosse, qui a également été appelé Henri de Huntingdon
Pour les articles homonymes, voir Huntingdon.
Henri de Huntingdon, né vers 1088 et mort en 1160, est un historien et chroniqueur anglo-normand du XIIe siècle et archidiacre de Huntingdon.

## Biographie
Fils d’un Normand ayant participé à la conquête de l'Angleterre et d’une mère saxonne, il est surtout connu pour son Historia Anglorum (Histoire des Anglais), rédigé entre 1123 et 1130, qui couvre la période allant de l’invasion romaine de 43 av. J.-C. à l’accession au trône d’Henri II en 1154. On estime qu’environ soixante-quinze pour cent de cette œuvre dérivent directement d’autres œuvres à travers des traductions, résumés ou citations directes, quarante pour cent desquels environ sont issus de l’Historia ecclesiastica gentis Anglorum de Bède le Vénérable pour la période ancienne. La période allant des années 1126 à 1154 est, en revanche, originale, Henri ayant été témoin de certains des événements qu’il relate, y compris les règnes d’Henri Beauclerc, d’Henri II et la guerre civile de 1135-1154 de Étienne de Blois. Sa parfaite connaissance des langues anglaise et normande lui permit de recueillir des témoignages de première main là où son expérience personnelle lui faisait défaut.
Pleine d’histoires dramatiques, son Historia a été extrêmement populaire et influente auprès des autres historiens. Cette popularité de son œuvre ne doit cependant pas en diminuer le sens en tant qu’histoire rigoureuse, ni faire perdre de vue son ouvrage comme une contribution soigneuse aux discussions politiques en cours à son époque autour de l’appartenance ethnique, de la nationalité et de la justification du pouvoir en Angleterre et au pays de Galles.
Henri de Huntingdon a découpé l’histoire anglaise selon les cinq grandes invasions par les Romains, les Pictes et les Écossais, les Anglo-Saxons, les Vikings et les Normands. La version de 1135 de l’Historia se divise en sept volumes :
1. La Bretagne romaine
2. La conquête anglo-saxonne
3. La christianisation
4. Les invasions danoises
5. La conquête normande

Les versions suivantes de l’Historia, comprennent trois volumes supplémentaires sur la vie des saints et autres miracles (y compris une description particulièrement répugnante de la décomposition du cadavre d’Henri Beauclerc) et un résumé de parties de l’Historia Regum Britanniae de Geoffroy de Monmouth. On doit également à Henri de Huntingdon l’invention du terme de périodisation historique d’heptarchie pour décrire les sept royaumes barbares de Wessex, de l'Essex, de Kent, de Mercie, de l'Est-Anglie ou « royaume des Angles de l'Est », du Sussex et de Northumbrie fondés par les Anglo-Saxons en Bretagne insulaire.

## Œuvre
- (la) Henrici archidiaconi Huntendunensis Historia Anglorum, Thomas Arnold, Nendeln, Klaus Reprint, 1965
- (en) Historia Anglorum : The history of the English people, 1000-1154, Éd. Diana E. Greenway, Oxford ; New York, Oxford University Press, 2002   (ISBN 0192840754)

## Référence
- Thomas Forester, The Chronicle of Henry of Huntingdon, Londes, H.G. Bohn, 1853